# بریندابلاسپر
بریندابلاسپر (نام علمی: Brindabellaspis) نام یک سرده از رده پلمه‌پوستان است.